# Bujny (województwo podlaskie)
Bujny – wieś sołecka w Polsce położona w województwie podlaskim, w powiecie wysokomazowieckim, w gminie Sokoły.
W latach 1975–1998 miejscowość administracyjnie należała do województwa łomżyńskiego.
Wierni kościoła rzymskokatolickiego należą do parafii  Wniebowzięcia NMP w Sokołach.

## Historia wsi
Wieś drobnoszlachecka położona w pobliżu rzeki Śliny. Bujny zostały najprawdopodobniej założone przez rycerzy herbu Bujny (odmiana herbu Ślepowron) z Pęsy koło Nowogrodu.
W I Rzeczypospolitej miejscowość należała do ziemi bielskiej.
Pod koniec XIX w. wieś należała do powiatu mazowieckiego, gmina i parafia Sokoły.